# Каресса Савадж
Каресса Савадж (англ. Caressa Savage, род. 14 июля 1966 года) — американская порноактриса и модель ню, специализирующаяся на фильмах лесбийской тематики. Лауреатка премии AVN Awards.

## Биография
Каресса Савадж (настоящее имя — Сэнди Смит) родилась в июле 1966 года в Форт-Лодердейле, Флорида. Она начала карьеру в индустрии развлечений для взрослых в Лос-Анджелесе, где работала танцовщицей и обнаженной моделью в таких местах, как Рейнбоу Бар и Гриль (Rainbow Bar and Grill) и знаменитый ночной клуб Whisky a Go Go.
В качестве порноактрисы дебютирует в 1995 году, в возрасте 29 лет. Савадж была описана в книге Top Porn Stars Sex Tips and Tricks, где она заявила, что в индустрии фильмов для взрослых работала только с женщинами.
За свою примерно десятилетнюю карьеру с 1995 по 2005 г. Савадж появилась в 174 постановках таких компаний, как Evil Angel, Legend Video, Leisure time Entertainment, Sin City, VCA Pictures, Vivid Entertainment и Wicked Pictures.

## Награды и номинации
| Год  | Церемония  | Результат | Номинация                         | Работа                    |
| ---- | ---------- | --------- | --------------------------------- | ------------------------- |
| 1997 | AVN Awards | Номинация | Лучшая исполнительница года       | н/д                       |
| 1997 | AVN Awards | Победа    | Лучшая групповая лесбийская сцена | Buttslammers 13           |
| 1998 | AVN Awards | Номинация | Лучшая групповая лесбийская сцена | Anal Aristocrats          |
| 1998 | AVN Awards | Номинация | Лучшая групповая лесбийская сцена | Pussyman Takes Hollywood  |
| 1998 | AVN Awards | Номинация | Лучшая групповая лесбийская сцена | Violation of Brianna Lee  |
| 1999 | AVN Awards | Победа    | Лучшая групповая лесбийская сцена | Buttslammers 16           |
| 1999 | AVN Awards | Номинация | Лучшая групповая лесбийская сцена | Taboo 17                  |
| 1999 | XRCO Award | Номинация | Лучшая лесбийская секс-сцена      | Buttslammers 16           |
| 1999 | XRCO Award | Номинация | Лучшая лесбийская секс-сцена      | All American Pussy Search |

## Избранная фильмография
- 1995 : Savage Liaisons
- 1995 : Juicy Cheerleaders
- 1995 : Pussyman 9
- 1995 : The Violation of Felecia
- 1996 : The Violation of Paisley Hunter
- 1996 : The Violation of Missy
- 1996 : No Man’s Land 14
- 1996 : Best of Buttslammers 11
- 1996 : Best of Buttslammers 12
- 1996 : Best of Buttslammers 13
- 1997 : Best of Buttslammers 15
- 1997 : Best of Buttslammers 16
- 1997 : The Violation of Shay Sweet
- 1997 : The Violation of Brianna Lee
- 1997 : Taboo 17
- 1997 : No Man’s Land 16
- 1998 : No Man’s Land 23
- 1998 : Brown Sugah Babes 2
- 1999 : Girl Thing 3
- 1999 : Deep Inside Kylie Ireland
- 2000 : Overtime: Anal Antics
- 2001 : Divine Ms. Zee
- 2003 : I Love Lesbians 14
- 2005 : Les' Be Friends
- 2006 : Lesbian MILTF 1